# AZS UWM Olsztyn

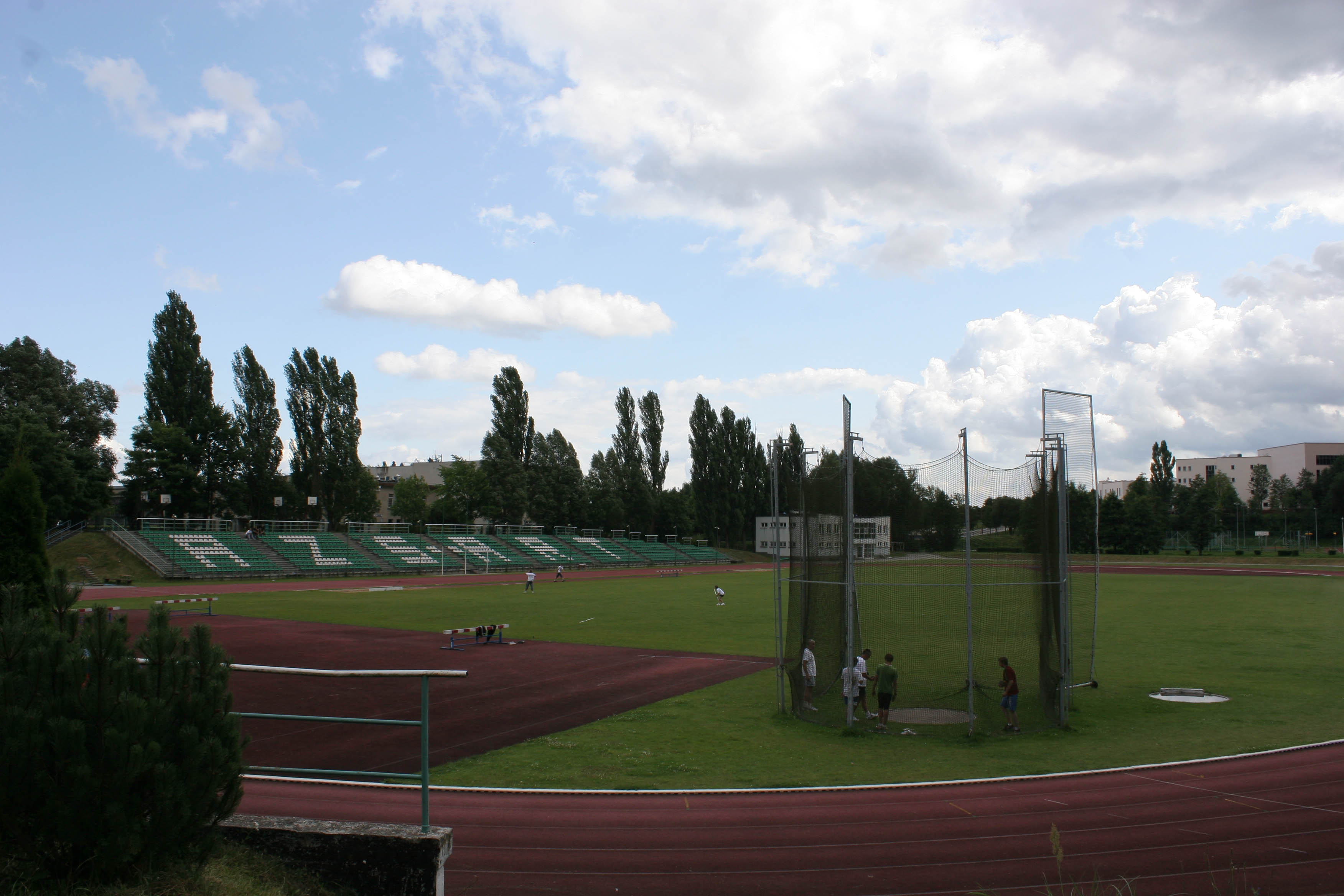
Stadion AZS UWM w Kortowie

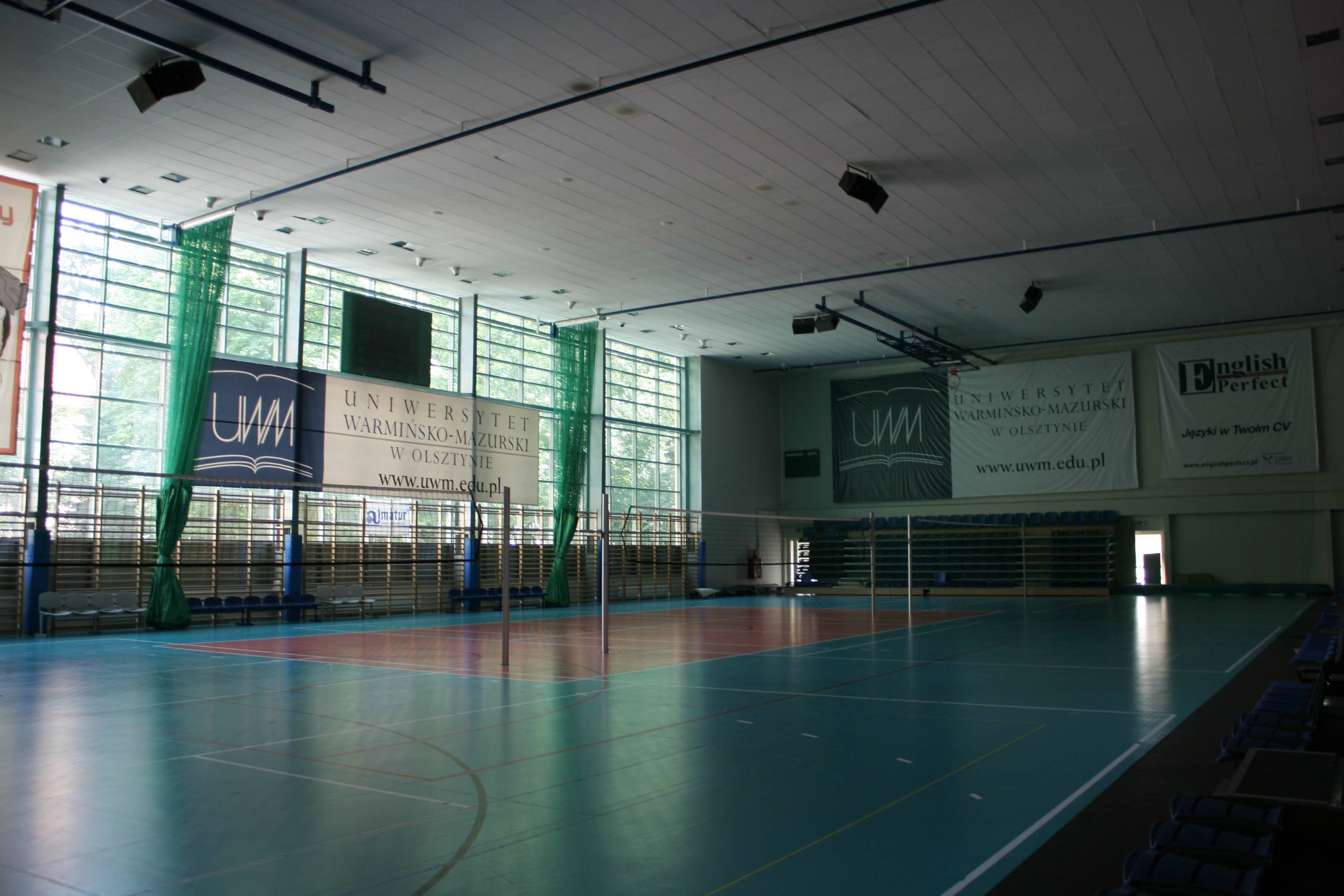
Hala AZS UWM w Kortowie

Klub Sportowy Akademickiego Związku Sportowego Uniwersytetu Warmińsko-Mazurskiego w Olsztynie – wielosekcyjny klub sportowy działający przy Uniwersytecie Warmińsko-Mazurskim w Olsztynie.

## Historia
Związek został założony w 1950 r. jako klub sportowy Wyższej Szkoły Rolniczej w Olsztynie. Nazwy klubu były ściśle związane z nazwą uczelni, i tak – w 1969 r. został przemianowany na AZS ART Olsztyn, a w 1999 (po połączeniu uczelni z WSP) na AZS UWM Olsztyn.

### Prezesi Klubu AZS
- 1979 prof. dr Wiktor Wawrzyczek
- 1980 prof. dr hab. Andrzej Hopfer
- 1985 prof. dr hab. Włodzimierz Baran
- 1991 prof. dr hab. Andrzej Hopfer
- 1993 prof. dr hab. Kazimierz Sikorski
- 1999 prof. dr hab. Andrzej Hopfer
- 1999 prof. dr hab. Ryszard Górecki
- od 2009 r. Były reprezentant Polski, olimpijczyk z Atlanty-Mariusz Szyszko

## Osiągnięcia
Sportowcy olsztyńskiego AZS-u reprezentowali Polskę na wielu imprezach rangi Igrzysk Olimpijskich, mistrzostw świata czy Europy.

### Olimpijczycy AZS
Polacy
| Imię Nazwisko        | Dyscyplina          | Miasto    | Rok  |
| -------------------- | ------------------- | --------- | ---- |
| Wiesław Bracław      | Żeglarstwo          | Meksyk    | 1968 |
| Stanisław Zduńczyk   | Siatkówka           | Meksyk    | 1968 |
| Stanisław Iwaniak    | Siatkówka           | Monachium | 1972 |
| Danuta Prusinowska   | Gimnastyka sportowa | Monachium | 1972 |
| Błażej Wyszkowski    | Żeglarstwo          | Monachium | 1972 |
| Tomasz Rumszewicz    | Żeglarstwo          | Montreal  | 1976 |
| Mirosław Rybaczewski | Siatkówka           | Montreal  | 1976 |
| Zbigniew Lubiejewski | Siatkówka           | Montreal  | 1976 |
| Włodzimierz Nalazek  | Siatkówka           | Moskwa    | 1980 |
| Mariusz Szyszko      | Siatkówka           | Atlanta   | 1996 |
| Monika Bronicka      | Żeglarstwo          | Sydney    | 2000 |
| Monika Bronicka      | Żeglarstwo          | Ateny     | 2004 |
| Michał Bąkiewicz     | Siatkówka           | Ateny     | 2004 |
| Paweł Zagumny        | Siatkówka           | Ateny     | 2004 |
| Paweł Zagumny        | Siatkówka           | Pekin     | 2008 |
| Kacper Kozłowski     | Lekkoatletyka       | Pekin     | 2008 |
| Marcin Możdżonek     | Siatkówka           | Pekin     | 2008 |
| Patryk Piasecki      | Żeglarstwo          | Pekin     | 2008 |
| Rafał Szukiel        | Żeglarstwo          | Pekin     | 2008 |

Obcokrajowcy
| Imię Nazwisko     | Kraj              | Dyscyplina | Miasto | Rok  |
| ----------------- | ----------------- | ---------- | ------ | ---- |
| Björn Andrae      | Niemcy            | Siatkówka  | Pekin  | 2008 |
| Richard Lambourne | Stany Zjednoczone | Siatkówka  | Pekin  | 2008 |

## Sekcje sportowe
Klub jest zorganizowany w sekcjach:
- Aerobik
- Aikido
- Badminton
- Brydż
- Olsztyn Lakers – Futbol amerykański
- Jeździectwo
- Judo
- Karate
- Koszykówka mężczyzn i kobiet
- Lekka atletyka
- Piłka nożna
- AZS II Olsztyn – Piłka siatkowa mężczyzn
- Piłka siatkowa kobiet
- Piłka ręczna
- pływanie
- Szachy
- Sporty siłowe
- Taekwondo
- Tenis stołowy
- Tenis ziemny
- Turystyka rowerowa
- Unihokej
- Żeglarstwo

## Siatkówka mężczyzn
Wizytówką olsztyńskiego AZS-u jest męska drużyna siatkówki, która od sezonu 2005/06 jest sportową spółką akcyjną Piłka Siatkowa AZS UWM SA w Olsztynie. Kapitał założycielski wynosił 500 000 zł (500 imiennych akcji po 1000 zł każda, z tego 255 akcji Uniwersytetu, a 245 – AZS UWM). Obecnie „Piłka Siatkowa” występuje w lidze jako Indykpol AZS UWM Olsztyn. Poprzednimi nazwami były Mlekpol AZS Olsztyn i PZU AZS Olsztyn. Sekcja siatkówki, również posiada zespół AZS II Olsztyn – Piłka siatkowa - występujący w 2 lidze PZPS.

## Zobacz
- AZS Olsztyn (piłka siatkowa)
- Sport w Olsztynie